# 小山荘之助
小山 荘之助（こやま そうのすけ、1906年3月17日 - 1993年11月26日 ）は、日本の経営者。新キャタピラー三菱社長を務めた。

## 来歴・人物
東京都出身。1931年に東京帝国大学工学部機械工学科を卒業し、同年に三菱航空機名古屋製作所に入社した。1965年5月に三菱重工業取締役に就任し、1966年8月には新キャタピラー三菱社長に就任し、1970年1月までに務めた。
1993年11月26日、急性心不全のために死去。87歳没。